# 후쿠카와촌 (야마구치현)
후쿠카와촌(福川村)은 야마구치현 아부군에 설치되었던 촌이다. 현재의 하기시에 해당한다.